# Sclerostomus delislei
Sclerostomus delislei is een keversoort uit de familie vliegende herten (Lucanidae). De wetenschappelijke naam van de soort is voor het eerst geldig gepubliceerd in 1961 door Weinreich.